# Jagdgeschwader 433
La Jagdgeschwader 433 (JG 433) (433e escadron de chasseurs) est une unité de chasseurs de la Luftwaffe à l'aube de la Seconde Guerre mondiale.
Active de 1938 à 1939, l'unité était affectée aux missions visant à assurer la supériorité aérienne de l'Allemagne dans le ciel de l'Europe.

## Opérations
Le JG 433 opère sur des chasseurs:
- Messerschmitt Bf 109D et E

## Organisation

### I. Gruppe
Formé le 1er novembre 1938 à Ingolstadt-Manching avec :
- Stab I./JG 433 nouvellement créé
- 1./JG 433 nouvellement créé
- 2./JG 433 nouvellement créé
- 3./JG 433 nouvellement créé

Le 1er mai 1939, le I./JG 433 est renommé I./JG 52 :
- Stab I./JG 433 devient Stab I./JG 52
- 1./JG 433 devient 1./JG 52
- 2./JG 433 devient 2./JG 52
- 3./JG 433 devient 3./JG 52

Gruppenkommandeure (Commandant de groupe) :
| Début             | Fin          | Grade     | Nom                                       |
| ----------------- | ------------ | --------- | ----------------------------------------- |
| 1er novembre 1938 | 1er mai 1939 | Hauptmann | Dietrich Graf von Pfeil und Klein-Ellguth |